# 나르제니신
나르제니신 (Nargenicin)은 28탄소로 이루어진 매크로라이드계 항생제이다. 나르제니신은 그람 양성균에 탁월한 효과를 보이며 메티실린에 저항성이 있는 포도상구균에 강력한 항생제 역할을 해왔다. 또한 세포분화를 유도하는 역할도 있으며 종양 질환에 사용되어 지기도 한다.